# Митропа куп
Митропа куп (енгл. Mitropa Cup; познат још као Средњоевропски куп) било је прво веће међународно клупско такмичење у фудбалу на европском континенту. Такмичење се одржавало у периоду од 1927. до 1992. године, са паузом између 1941—1955. године.
На иницијативу Аустријанца Хуга Мејсла, 16 и 17. јула 1927. године у Венецији донета је одлука о оснивању овог такмичења. Прве утакмице су одигране већ 14. августа исте године.
Првих неколико година су учествовале по две екипе из Аустрије, Мађарске, Чехословачке и Југославије, да би се у наредним сезонама број учесника повећао на четири, а прикључиле су се Италија, Швајцарска и Румунија.
Такмичење је прекинуто почетком Другог светског рата а настављено 1955. године.
Оснивањем еврокупова организованих од стране УЕФА, Митропа куп је почео губити на значају, иако је некад важио за једно од најјачих клупских такмичења на континенту. Током осамдесетих година, нова правила су предвидјела да, уместо некад националних првака, сада учествују победници националних других лига. Ово је довело де пада интересовања за такмичење. Последње финале, играно 1992. у италијанском граду Фођи, између Борца из Бање Луке и мађарског БВСК Будимпешта (5:3 послије пенала) привукло је мање од 1000 гледалаца.

## Финале Митропа купа
| Година                              | Победник            | Држава                                           | Резултат       | Држава                                           | Финалист              |
| ----------------------------------- | ------------------- | ------------------------------------------------ | -------------- | ------------------------------------------------ | --------------------- |
| 1927.                               | Спарта Праг         | Чехословачка                                     | 6-2, 1-2       | Аустрија                                         | ФК Рапид Беч          |
| 1928.                               | Ференцварош         | Мађарска                                         | 7-1, 3-5       | Аустрија                                         | ФК Рапид Беч          |
| 1929.                               | ФК Ујпешт           | Мађарска                                         | 5-1, 2-2       | Чехословачка                                     | ФК Славија Праг       |
| 1930.                               | ФК Рапид Беч        | Аустрија                                         | 2-0, 2-3       | Чехословачка                                     | ФК Спарта Праг        |
| 1931.                               | Први Бечки ФК       | Аустрија                                         | 3-2, 2-1       | Аустрија                                         | Бечки АК              |
| 1932.                               | Болоња              | Краљевина Италија                                | 2-0, 0-1       | Аустрија                                         | Први Бечки ФК         |
| 1933.                               | Аустрија            | Аустрија                                         | 1-2, 3-1       | Краљевина Италија                                | Амброзијана-Интер     |
| 1934.                               | Болоња              | Краљевина Италија                                | 2-3, 5-1       | Аустрија                                         | Адмира Беч            |
| 1935.                               | Спарта Праг         | Чехословачка                                     | 1-2, 3-0       | Мађарска                                         | Ференцварош           |
| 1936.                               | Аустрија            | Аустрија                                         | 0-0, 1-0       | Чехословачка                                     | Спарта Праг           |
| 1937.                               | Ференцварош         | Мађарска                                         | 4-2, 5-4       | Краљевина Италија                                | Лацио Рим             |
| 1938.                               | Славија Праг        | Чехословачка                                     | 2-2, 2-0       | Мађарска                                         | Ференцварош           |
| 1939.                               | ФК Ујпешт           | Мађарска                                         | 4-1, 2-2       | Мађарска                                         | Ференцварош           |
| 1940—1955. такмичење није одржавано |                     |                                                  |                |                                                  |                       |
| 1951.*                              | Рапид Беч           | Аустрија                                         | 3-2            | Аустрија                                         | Вакер Беч             |
| 1955.                               | Вереш Лобого        | Мађарска                                         | 6-0, 2-1       | Чехословачка                                     | Дукла Праг            |
| 1956.                               | ФК Вашаш            | Мађарска                                         | 3-3, 1-1, 9-2  | Аустрија                                         | ФК Рапид Беч          |
| 1957.                               | ФК Вашаш            | Мађарска                                         | 4-0, 1-2       | Социјалистичка Федеративна Република Југославија | Војводина             |
| 1958.*                              | ФК Црвена звезда    | Социјалистичка Федеративна Република Југославија | 4-1, 3-2       | Чехословачка                                     | ФК Црвена звезда Брно |
| 1959.                               | ФК Хонвед           | Мађарска                                         | 4-3, 2-2       | Мађарска                                         | МТК                   |
| 1960.*                              | Мађарска            | Мађарска                                         |                |                                                  |                       |
| 1961.                               | Болоња              | Италија                                          | 2-2, 3-0       | Чехословачка                                     | Слован Нитра          |
| 1962.                               | ФК Вашаш            | Мађарска                                         | 5-1, 1-2       | Италија                                          | Болоња                |
| 1963.                               | МТК                 | Мађарска                                         | 2-1, 1-1       | Мађарска                                         | ФК Вашаш              |
| 1964.                               | Спарта Праг         | Чехословачка                                     | 0-0, 2-0       | Чехословачка                                     | ФК Слован Братислава  |
| 1965.                               | ФК Вашаш            | Мађарска                                         | 1-0            | Италија                                          | Фиорентина            |
| 1966.                               | Фиорентина          | Италија                                          | 1-0            | Чехословачка                                     | ФК Једнота Тренчин    |
| 1967.                               | ФК Спартак Трнава   | Чехословачка                                     | 2-3, 3-1       | Мађарска                                         | Ујпешт Дожа           |
| 1968.                               | ФК Црвена звезда    | Социјалистичка Федеративна Република Југославија | 0-1, 4-1       | Чехословачка                                     | ФК Спартак Трнава     |
| 1969.                               | ФК Интер Братислава | Чехословачка                                     | 4-1, 0-0       | Чехословачка                                     | Унион Теплице         |
| 1970.                               | ФК Вашаш            | Мађарска                                         | 1-2, 4-1       | Чехословачка                                     | Интер Братислава      |
| 1971.                               | НК Челик            | Социјалистичка Федеративна Република Југославија | 3-1            | Аустрија                                         | Аустрија Салзбург     |
| 1972.                               | НК Челик            | Социјалистичка Федеративна Република Југославија | 0-0, 1-0       | Италија                                          | Фиорентина            |
| 1973.                               | ФК Татабања         | Мађарска                                         | 2-1, 2-1       | Социјалистичка Федеративна Република Југославија | НК Челик              |
| 1974.                               | ФК Татабања         | Мађарска                                         | 3-2, 2-0       | Чехословачка                                     | МШК Зилина            |
| 1975.                               | ФК Вакер Инзбрук    | Аустрија                                         | 3-1, 2-1       | Мађарска                                         | Хонвед Будимпешта     |
| 1976.                               | ФК Вакер Инзбрук    | Аустрија                                         | 3-1, 3-1       | Социјалистичка Федеративна Република Југославија | Вележ                 |
| 1977.                               | ФК Војводина        | Социјалистичка Федеративна Република Југославија | победник групе | победник групе                                   | победник групе        |
| 1978.                               | ФК Партизан         | Социјалистичка Федеративна Република Југославија | 1-0            | Мађарска                                         | Хонвед                |
| 1979. такмичење није одржано        |                     |                                                  |                |                                                  |                       |
| 1980.                               | Удинезе             | Италија                                          | победник групе | победник групе                                   | победник групе        |
| 1981.                               | ФК Татран Прешов    | Чехословачка                                     | победник групе | победник групе                                   | победник групе        |
| 1982.                               | ФК Милан            | Италија                                          | победник групе | победник групе                                   | победник групе        |
| 1983.                               | ФК Вашаш            | Мађарска                                         | победник групе | победник групе                                   | победник групе        |
| 1984.                               | СК Ајзенштадт       | Аустрија                                         | победник групе | победник групе                                   | победник групе        |
| 1985.                               | Искра Бугојно       | Социјалистичка Федеративна Република Југославија | победник групе | победник групе                                   | победник групе        |
| 1986.                               | СК Пиза             | Италија                                          | 2-0            | Мађарска                                         | Дебрецен ВСК          |
| 1987.                               | ФК Асколи           | Италија                                          | 1-0            | Чехословачка                                     | ФК Бохемијанс Праг    |
| 1988.                               | ФК Пиза             | Италија                                          | 3-0            | Мађарска                                         | ФК Изо Вац            |
| 1989.                               | ФК Бањик Острава    | Чехословачка                                     | 2-1, 2-1       | Италија                                          | ФК Болоња             |
| 1990.                               | ФК Бари             | Италија                                          | 1-0            | Италија                                          | ФК Ђенова             |
| 1991.                               | ФК Торино           | Италија                                          | 2-1 пр         | Италија                                          | ФК Пиза               |
| 1992.                               | ФК Борац Бања Лука  | Социјалистичка Федеративна Република Југославија | 1-1 пен (5-3)  | Мађарска                                         | ФК Вашаш              |

1951. у паузи Митропа купа одржано је само те године такмичење под називом Средњоевропски куп.
1958. такмичење одржано под именом Дунав куп
1960. играло је 6 клубова из сваке земље и резултати су се сабирали за коначни успех нације. Победила је Мађарска.

### Митропа Суперкуп
У сезони 1989 одигране су утакмице победника Митропа купа из 1988 и 1989. године.
| 1989 | ФК Бањик Острава | Чехословачка | 3-0, 1-3 пр | Италија | ФК Пиза |

## Екипе са највише титула
- ФК Вашаш, Будимпешта 6
- Спарта Праг, Праг 3
- ФК Болоња, Болоња 3
- Ференцварош, Будимпешта 3